# Crypsinus quasidivaricatus
Crypsinus quasidivaricatus là một loài dương xỉ trong họ Polypodiaceae. Loài này được Hayata Copel. mô tả khoa học đầu tiên năm 1947.